# Shahriyar (città Iran)
Shahrīār (farsi شهریار) è il capoluogo dello shahrestān di Shahriyar, circoscrizione Centrale, nella provincia di Teheran in Iran. Aveva, nel 2006, una popolazione di 189.120 abitanti.